# Hollywood FM
Hollywood FM — український жіночий поп-гурт, що існував з серпня 2008-го по кінець 2012 року.
Продюсер — Юрій Нікітін.
Станом на липень 2008 року вже були визначені дві учасниці дуету — Катя Шеффер і Юля Лаута (схожі на знаменитих голлівудських скандалісток Ніколь Річі і Ліндсі Лохан). Третю солістку для цього проекту Нікітін вибрав в фіналі конкурсу «Miss Arena», який відбувся 1 серпня в Arena Dance Club, де ведучими церемонії були Бондарчук і Василіса Фролова. Юрій був у журі і шукав дівчину схожу на Періс Хілтон. Олеся Спєлова була визнана найкрасивішою і стала учасницею нового гурту.
З початку 2010 року дівчат у групі стало дві, а партнером Олесі та Юлі по сцені став їхній давній друг, гітарист і вокаліст Роні. Всі троє учасників свій вільний час проводили разом. Адже Роні — близький друг Юлі ще з дитинства, а от із Олесею Юля дуже зблизилася після того, як з гурту пішла Катя. Співачки багато часу проводили разом на студії, записували нові пісні, гастролювали, і почали знімати одну квартиру. А по-справжньому здружилися після любовної історії, яка торкнулася обох, що лягло в основу кліпу «Кап-кап».
Поп-гурт «Hollywood Fm» розпався в кінці 2012 року. На запитання: «Що стало причиною відходу від свого старого продюсера та гурту?», Олеся Спєлова відповіла:
«Ми (учасниці групи) зрозуміли, що дійшли до певного бар'єру у спільній роботі, і кожна з нас захотіла далі рухатися і розвиватися самостійно»

## Кліпи
- Hollywood — пісню написав Роман Бабенко, режисером став Олександр Філатович, оператором Павло Трубніков. Одяг шив стиліст Юрій Жуйков (костюми — в основному пляжні, вийшли з дівчат «голлівудські штучки», старлетки з елементами пін-ап в стилістиці 80-х)[3]
- Кап-кап — автор пісні Роман Бабенко, він написав матеріал для дівчат після того, як побував у них удома. Музикант був уражений тим, як ніжно дівчата спілкуються, як довіряють одна одній, обмінюються одягом і разом проводять вільний час. Режисером відео став тоді ще маловідомий режисер Сергій Ткаченко. Це перший відеокліп, який зняв Сергій для компанії Mammusic. Знімальним майданчиком став новий будинок продюсера гурту. У кліпі співачки постають перед глядачами в новому іміджі — ніжність, невинність і природність. Стиль для відео розробила Олеся Спєлова.[4]